# Konzentrationslager Visco
Das Konzentrationslager Visco (campo di concentramento di Visco) in der Gemeinde Visco war zur Zeit des Zweiten Weltkrieges ein italienisches Konzentrationslager des faschistischen Italien in der Nähe von Palmanova. Im Dezember 1942 erfolgte die Planung. Es diente unter Verwaltung des italienischen Militärs der Internierung jugoslawischer Zivilisten. Nach dem Waffenstillstand von Cassibile wurde das Lager im September 1943 aufgelöst. Capogreco gibt 23 Todesfälle an.
| März 1943 | April 1943 | Juni 1943 | Juli 1943 |
| --------- | ---------- | --------- | --------- |
| 1400      | 2390       | 1619      | 3272      |